# Helmut Ohr
Helmut Ohr (* 26. November 1908; † 15. Oktober 2002 in Oberstdorf) war ein deutscher Wirtschaftsjurist.

## Werdegang
Ohr studierte von 1927 bis 1931 Rechtswissenschaften in Tübingen und Berlin. Er war Mitglied der Studentenverbindung AG Rothenburg Tübingen.
Er promovierte 1942 an der Universität Tübingen zum Dr. jur. Er war ab 1935 Syndikus und Justitiar der Firma WMF. Ab 1950 war er Mitglied des Vorstands, später Direktor des Unternehmens.
Ohr war Sohn eines Oberlehrers aus Ulm und evangelischer Konfession.

## Ehrungen
- 1954: Ehrensenator der Universität Tübingen